# París-Roubaix 1980
La 78.ª edición de la París-Roubaix tuvo lugar el 13 de abril y fue ganada en solitario por el italiano Francesco Moser, por tercer año consecutivo. 

## Equipos
| Equipos ciclistas profesionales (15)- Sanson-Campagnolo - Peugeot-Esso-Michelin - Puch-Sem-Campagnolo - Renault-Gitane - IJsboerke-Warncke Eis - Boule d'Or-Sunair-Colnago - DAF Trucks-Lejeune - TI-Raleigh-Creda - Safir-Ludo - La Redoute-Motobécane - Miko-Mercier-Vivagel - Vermeer-Thijs-Mini-Flat - Marc-Carlos-V.R.D.-Woningbouw - HB Alarmsystemen - Boston-IFI-Mavic |
| |

## Clasificación final
| \| Clasificación general \| Clasificación general \| Clasificación general \| Clasificación general \| Clasificación general \| \| Ciclista \| Ciclista \| Equipo \| Tiempo \| \| \| --------------------- \| ----------------------- \| ---------------------- \| --------------------- \| --------------------- \| \| 1.º \| Francesco Moser \| Sanson-Campagnolo \| 6 h 07 min 28 s \| \| \| 2.º \| Gilbert Duclos-Lassalle \| Peugeot-Esso-Michelin \| + 1 min 48 s \| \| \| 3.º \| Dietrich Thurau \| Puch-Campagnolo-Sem \| + 3 min 30 s \| \| \| 4.º \| Bernard Hinault \| Renault-Gitane \| + 6 min 05 s \| \| \| 5.º \| Marc Demeyer \| IJsboerke-Warncke Eis \| + 6 min 05 s \| \| \| 6.º \| Alfons De Wolf \| Boule d'Or-Studio Casa \| + 6 min 05 s \| \| \| 7.º \| Daniel Willems \| IJsboerke-Warncke Eis \| + 6 min 05 s \| \| \| 8.º \| William Tackaert \| DAF Trucks-Lejeune \| + 8 min 37 s \| \| \| 9.º \| Ludo Peeters \| IJsboerke-Warncke Eis \| + 9 min 35 s \| \| \| 10.º \| Piet van Katwijk \| TI-Raleigh-Creda \| + 10 min 38 s \| \| |                         |                        |                 |
| |                         |                        |                 |
| Fuentes: ProCyclingStats Cycling Archives |                         |                        |                 |
| Clasificación general |                         |                        |                 |
| Ciclista | Ciclista                | Equipo                 | Tiempo          |
| 1.º | Francesco Moser         | Sanson-Campagnolo      | 6 h 07 min 28 s |
| 2.º | Gilbert Duclos-Lassalle | Peugeot-Esso-Michelin  | + 1 min 48 s    |
| 3.º | Dietrich Thurau         | Puch-Campagnolo-Sem    | + 3 min 30 s    |
| 4.º | Bernard Hinault         | Renault-Gitane         | + 6 min 05 s    |
| 5.º | Marc Demeyer            | IJsboerke-Warncke Eis  | + 6 min 05 s    |
| 6.º | Alfons De Wolf          | Boule d'Or-Studio Casa | + 6 min 05 s    |
| 7.º | Daniel Willems          | IJsboerke-Warncke Eis  | + 6 min 05 s    |
| 8.º | William Tackaert        | DAF Trucks-Lejeune     | + 8 min 37 s    |
| 9.º | Ludo Peeters            | IJsboerke-Warncke Eis  | + 9 min 35 s    |
| 10.º | Piet van Katwijk        | TI-Raleigh-Creda       | + 10 min 38 s   |